# Guelaat Bou Sbaa
Guelaat Bou Sbaa è un comune dell'Algeria, situato nella provincia di Guelma.